# Una giornata particolare
Una giornata particolare (Brasil: Um Dia Muito Especial / Portugal: Um Dia Inesquecível) é um filme italiano e canadense de 1977, do gênero drama, dirigido por Ettore Scola.
O filme traz uma pequena participação especial de Alessandra Mussolini, filha de Anna Maria Scicolone, irmã de Sophia Loren, e Romano Mussolini, terceiro filho de Benito Mussolini.

## Sinopse
O filme gira em torno de dois personagens, que se encontram em 6 de maio de 1938, dia da visita de Hitler à Itália fascista de Mussolini. Antonieta e Gabrielle são vizinhos de prédio. Antonieta é dona de casa (cujo marido é fascista e machista) e Gabrielle, homossexual e radialista recém demitido. Os dois se descobrem em uma relação intensa enquanto o entorno comemora o evento fascista.

## Elenco
- Sophia Loren.... Antonietta
- Marcello Mastroianni.... Gabriele
- John Vernon.... Emanuele
- Françoise Berd.... zelador
- Patrizia Basso.... Romana
- Tiziano De Persio.... Arnaldo
- Maurizio Di Paolantonio.... Fabio
- Antonio Garibaldi.... Littorio
- Vittorio Guerrieri.... Umberto
- Alessandra Mussolini.... Maria Luisa

## Premiações
- Premiado com os prêmios David di Donatello de melhor filme e melhor atriz (Sophia Loren).
- Prêmio César de melhor filme estrangeiro.
- Prêmio Globo de Ouro de melhor filme estrangeiro.
- Indicado aos prêmios Oscar de melhor ator (Marcello Mastroianni) e Oscar de melhor filme estrangeiro.